# Johnny Hallyday
Johnny Hallyday, pseudoniem van Jean-Philippe Smet (Parijs, 15 juni 1943 – Marnes-la-Coquette, 5 december 2017) was een Frans zanger en acteur. Hallyday wordt gezien als de Elvis Presley van de francofone wereld. Van zijn platen werden in totaal meer dan 100 miljoen exemplaren verkocht. Hij werd drie keer onderscheiden met diamant, 22 maal met platina en 40 keer met goud.
In Nederland bereikte Hallyday tot tweemaal toe een nummer 1-notering in de hitlijsten.

## Biografie
Johnny Hallyday werd als Jean-Philippe Smet geboren in Parijs, als zoon van de Belg Léon Smet en de Française Huguette Clerc (overleden september 2007). Kort na zijn geboorte gingen zijn niet met elkaar gehuwde ouders uiteen, waarna Jean-Philippe (Johnny) opgroeide bij zijn tante Hélène Mar.

### Beginperiode

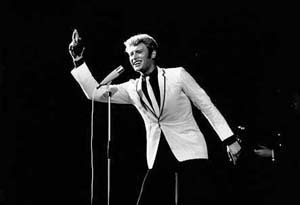
Johnny Hallyday in 1965

Onder invloed van Elvis Presley in de jaren 50 begon hij muziek te maken. Hij koos voluit voor de naam Johnny Hallyday, omdat zijn nicht op dat ogenblik een relatie had met een zekere Lee Hallyday. In 1960 ontving hij zijn eerste platencontract en verscheen zijn eerste single Souvenirs, souvenirs en daaropvolgend zijn eerste album Hello Johnny.
In het Frankrijk van begin jaren 60 bouwde hij een reputatie op van wilde rock-'n-rollzanger en werd razend popuplair.  In 1960 liep een van zijn concerten in Parijs zo uit de hand dat er gedurende enkele maanden een rockverbod van kracht was in de Franse hoofdstad.

### 1961-1964: Jongerenidool
Hallyday vertrok tussen 1962 en 1963 naar Amerika voor nieuwe opnames. Hij verbleef in Nashville, waar hij in 1962 zijn album Sings America's Rockin' Hits uitbracht, bestaande uit covers van Amerikaanse liederen en het nummer Hold Back the Sun, een Engelstalige versie van zijn eerdere nummer 1-hit Retiens la nuit. In mei 1962 nam hij het album Nashville session 62 op, waarvan een aantal liedjes los werden uitgebracht als single voor de Britse en Amerikaanse markt. Het totale werk werd echter pas verenigd en uitgebracht op één album in 1990. In november 1963 stelde Hallyday de rockgroep Joey and the Showmen samen, bestaande uit onder meer gitarist Joey Gréco en drummer Bobbie Clarke, met wie hij tot mei 1964 rondtoerde door Frankrijk en de Verenigde Staten.
In 1963 scoorde hij met de ballade Tes tendres années, een vertaling van Tender Years van de countryzanger George Jones, dat in Frankrijk zijn vierde nummer 1 werd. Het liedje kwam ook bovenaan in de Nederlandse hitparade en behoorde met Pour moi la vie va commencer zijn grootste successen in de Lage Landen; beiden waren nummer één in de wekelijkse hitparade van Platennieuws en de Tijd voor Teenagers Top 10, voorlopers van de huidige Nederlandse Top 40.
In zijn thuisland bleef hij ook nadien ongekend populair en is hij (uitverkochte) concerten op poppodia en in voetbalstadions blijven geven. Hallyday toerde verschillende keren de wereld rond.

### 1964-1965: Dienstplicht
Hallyday werd voor de eerste keer opgeroepen om zijn dienstplicht te vervullen op 8 mei 1964. Het leger profiteerde van zijn aanwezigheid om korte propagandafilms te maken die bestemd waren voor de jeugd, evenals enkele tv-programma's die vanuit de kazerne werden opgenomen. Hallyday kreeg tijdens de militaire dienst toestemming muziekopnames te blijven maken, onder de voorwaarde dat hij zou poseren in militair uniform op de albumhoezen. Op 26 oktober 1965 bracht hij Le Pénitencier uit, met een singlehoes waarop Hallyday te zien is als soldaat. Dit lied zou behoren tot het bekendste werk uit zijn carrière. Zijn dienstplicht kwam ten einde op 20 augustus 1965.

### 1966-1998
In 1976 kwam de single “Requiem pour un fou” uit. Twee dagen na de release, was deze single al meteen goed voor een gouden plaat. Uiteindelijk werden van deze single bijna 600.000 exemplaren verkocht.
Zijn bestverkochte single uit de jaren 1980 was “Je te promets”. Daarvan werden in 1986 ruim 400.000 exemplaren verkocht.

### 1999-2017: Records en populariteit

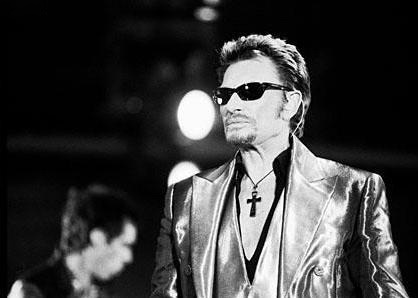
Hallyday tijdens een concert in juli 2003

In 2003 vestigde hij een record toen van zijn album A la vie, à la mort in vier dagen tijd maar liefst 800.000 exemplaren werden verkocht.
Hallydays gezondheid ging echter achteruit. In 2009 blies hij een deel van zijn tournee 'Route 66' af wegens gezondheidsproblemen. In juli 2009 werd tijdens een medisch routineonderzoek darmkanker vastgesteld. Eind september werd hij hiervoor in Los Angeles geopereerd. Hij liep hierbij complicaties op, maar mocht in januari 2010 het ziekenhuis dan toch verlaten. Zijn kwakkelende gezondheid zou te wijten zijn aan langdurig gebruik van tabak en aan een excessief gebruik van alcohol.
In 2007 kondigde hij zijn pensioen aan. Hier kwam hij later op terug. Hallyday was de best betaalde artiest in Frankrijk van 2012. Hij gaf in 2012 eveneens weer optredens in New-York, Londen, Luxemburg, Moskou, Tel Aviv en Brussel. Zijn concert in Thailand werd evenwel geannuleerd.
Ook na de aanslagen in Parijs van november 2015 werden enkele optredens van Hallyday geschrapt.
Van zijn platen werden in totaal meer dan 100 miljoen exemplaren verkocht. Ondanks zijn enorme sterrenstatus is hij buiten Frankrijk en de Franstalige landen marginaal bekend. Daarom wordt hij in Engelstalige landen betiteld als "the biggest rockstar you've never heard of".

## Concerten
Hallyday heeft liveconcerten gespeeld in de grotere steden van Europa, Azië, Canada en Zuid-Amerika, naast een groot aantal steden in de Verenigde Staten.
'JoJo' (zoals hij liefkozend door fans wordt genoemd) speelde 'Still going strong' tijdens zijn Flashback-tour vanaf 2 juni 2006, 9 maanden lang, tot en met 3 maart 2007, in 112 uitverkochte concerten in muziekhallen en voetbalstadions, in 37 steden in Frankrijk, België, Zwitserland en Monaco. Een nieuwe concertserie in 2009 zou naar eigen zeggen zijn afscheidstournee worden. De concerten werden door circa één miljoen mensen bezocht. In Parijs gaf Hallyday 41 concerten. In totaal bracht hij 37 chansons van zijn repertoire ten gehore.

## Acteur
Hallyday speelde tevens in ruim 30 films, vanaf Diabolique (1955) toen hij twaalf jaar was. In de komediefilm Jean-Philippe (2006) over een Frankrijk zonder Johnny Hallyday speelt hij Jean-Philippe Smet, een baas van een bowlingbaan. In The Pink Panther 2 (2009) heeft hij een bijrol als de misdadiger Milliken die dood wordt gevonden in zijn appartement in Parijs.

## Privéleven

### Huwelijken en kinderen

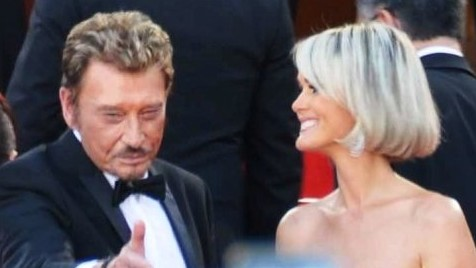
Hallyday met zijn echtgenote Laeticia (2009)

Hallyday trouwde op 12 april 1965 in Loconville met Sylvie Vartan, een zangeres van Bulgaarse afkomst. Het stel kreeg op 14 augustus 1966 een zoon, David Michael Benjamin Smet, alias David Hallyday (later ook actief als zanger). Hij stak meer tijd in zijn muzikale carrière dan in zijn gezin. Toch werden Hallyday en Vartan gezien als het 'gouden koppel' van hun generatie. Ze scheidden op 4 november 1980.
Hallyday trouwde op 1 december 1981 model Elisabeth Etienne, ook wel Babeth genoemd. Dit huwelijk duurde twee maanden en twee dagen. Tussen 1982 en 1986 had hij een relatie met de Franse actrice Nathalie Baye. Met haar kreeg hij op 15 november 1983 een dochter, Laura Smet, sinds 2003 zelf ook actrice. In 1990 trouwde Hallyday voor de derde maal, met Adeline Blondieau, dochter van de bevriende zanger Long Chris. Twee jaar later volgde weer een scheiding. Ze hertrouwden in Las Vegas, maar ook dit huwelijk was na twee jaar voorbij. Op 25 maart 1996 trad Hallyday opnieuw in het huwelijk, ditmaal met het 32 jaar jongere model Laeticia Boudou. Samen adopteerden ze twee Vietnamese meisjes.
Johnny Hallyday stierf op 5 december 2017 aan de gevolgen van longkanker. Hij werd op 11 december begraven op het kerkhof van Lorient op het eiland Saint-Barthélemy.

### Naturalisatie
In 2005 kwam Hallyday in het nieuws vanwege zijn mogelijke naturalisatie tot Belg. Hallyday's vader Léon Smet was een geboren Brusselaar. Daar deze ten tijde van Hallydays geboorte niet met zijn (Franse) moeder gehuwd was, maar met een andere vrouw, kreeg Hallyday de Belgische nationaliteit niet. In november 2005 diende Hallyday een verzoek in om tot Belg te worden genaturaliseerd. In oktober 2006 werd een negatief advies gegeven, daar belastingtechnische redenen werden vermoed. Eind december 2006 werd bekend dat Hallyday zich in Gstaad (Zwitserland) heeft gevestigd en daardoor vijftien keer minder belasting betaalt dan in Frankrijk. In 2013 verkocht Hallyday zijn woning in Zwitserland en werd inwoner van Los Angeles in Californië.

## Populariteit van Hallyday in Nederland
Vergeleken bij België, Frankrijk, Zwitserland en Canada is de populariteit van Hallyday in Nederland niet buitengewoon groot. Ter illustratie: in Frankrijk had hij sinds 1960 42 nummer één-hits, in Nederland twee, de laatste in 1963. Ook wisten de meeste singles van Hallyday niet door te dringen tot de Nederlandse Top 40. Dit heeft te maken met het feit dat Nederland meer gericht is op de Angelsaksische muziekcultuur, waardoor aan Franstalige muziek slechts zo nu en dan aandacht geschonken wordt. Wel werd in 2009 en 2012 in de Nederlandse media-aandacht besteed aan de gezondheid van Hallyday.

## Discografie

### Discografie in Nederland
| Single met eventuele hitnotering(en) in de Nederlandse Top 40 | Datum van verschijnen | Datum van binnenkomst | Hoogste positie | Aantal weken | Opmerkingen |
| ------------------------------------------------------------- | --------------------- | --------------------- | --------------- | ------------ | ----------- |
| Tijd voor Teenagers Top 10                                    |                       |                       |                 |              |             |
| Tes tendres années                                            |                       | 4-10-1963             | 1               | 12           |             |
| Pour moi la vie va commencer                                  |                       | 7-12-1963             | 1               | 17           |             |
| Ma guitare                                                    |                       | 3-1964                | 28              | 1            |             |
| Excuse-moi partenaire                                         |                       | 2-5-1964              | 22              | 10           |             |
| Pour moi la vie va commencer                                  |                       | 2-5-1964              | 35              | 4            |             |
| Dis-lui que j'en rêve                                         |                       | 27-6-1964             | 39              | 4            |             |
| Que je t'aime                                                 |                       | 18-10-1969            | tip             |              |             |

#### NPO Radio 2 Top 2000
| Nummer met noteringen in de NPO Radio 2 Top 2000 | '99  | '00  | '01  | '02  | '03  | '04  | '05  | '06  | '07  | '08  |
| ------------------------------------------------ | ---- | ---- | ---- | ---- | ---- | ---- | ---- | ---- | ---- | ---- |
| Pour moi la vie va commencer                     | 1381 | 1459 | 1126 | 1633 | 1115 | 1506 | 1627 | 1344 | 1648 | 1441 |

1. ↑  Een vetgedrukt getal geeft de hoogste notering aan.
2. ↑  Deze tabel is bijgewerkt tot en met de laatste editie (2024).

### Discografie in Vlaanderen
| Single met hitnotering(en) in de Vlaamse Ultratop 50 | Datum van verschijnen | Datum van binnenkomst | Hoogste positie | Aantal weken | Opmerkingen |
| ---------------------------------------------------- | --------------------- | --------------------- | --------------- | ------------ | ----------- |
| Tes tendres années                                   | 1963                  | 01-09-1963            | 9               | 12           |             |
| Ma guitare                                           | 1963                  | 01-12-1963            | 18              | 8            |             |
| Pour moi la vie commencer                            | 1964                  | 01-02-1964            | 16              | 4            |             |
| Excusez-moi partenaire                               | 1964                  | 01-03-1964            | 17              | 8            |             |
| Johnny lui dit adieu                                 | 1965                  | 01-04-1965            | 19              | 4            |             |
| Gabrielle                                            | 1976                  | 09-10-1976            | 20              | 3            |             |

| Album met hitnotering(en) in de Vlaamse Ultratop 200 albums | Datum van verschijnen | Datum van binnenkomst | Hoogste positie | Aantal weken | Opmerkingen |
| ----------------------------------------------------------- | --------------------- | --------------------- | --------------- | ------------ | ----------- |
| Ca ne finira jamais                                         | 2008                  | 08-11-2008            | 63              | 1            | Goud        |
| Jamais seul                                                 | 2011                  | 09-04-2011            | 100             | 1            | Goud        |
| L'attente                                                   | 2012                  | 24-11-2012            | 92              | 4            | Goud        |
| On stage                                                    | 2013                  | 15-06-2013            | 68              | 4            |             |
| Rester vivant                                               | 2014                  | 29-11-2014            | 78              | 3            | Goud        |
| De l'amour                                                  | 2015                  | 21-11-2015            | 87              | 5            |             |
| Rester vivant tour                                          | 2016                  | 29-10-2016            | 172             | 1*           |             |